# Lincoln Tejota
Lincoln Graziani Pereira da Rocha Tejota (Goiânia, 4 de março de 1984), mais conhecido como Lincoln Tejota, é um político brasileiro filiado ao União Brasil (UNIÃO). Foi eleito vice-governador de Goiás com 1.773.183 votos, ao lado de Ronaldo Caiado (DEM). Foi deputado estadual de Goiás por duas vezes, sendo o 3º secretário da Assembleia Legislativa do Estado e Presidente da Comissão de Habitação, Reforma Agrária e Urbana. Foi vice-governador do Estado de Goiás de 1º de janeiro de 2019 a 31 de dezembro de 2022. Atualmente é deputado estadual pelo União Brasil.
Lincoln Tejota é graduado em Direito pela Faculdade Padrão e Gestão de Órgãos Públicos pela Uni-Anhanguera. Casado com Gabriela Machado Tejota. Tem três filhos, Daniel Graziani de Sousa Rocha, Davi de Sousa Rocha Tejota e Valentina Machado França Braga 

## Carreira política
Participa, desde a juventude, de atividades políticas desenvolvidas durante os mandatos do pai, o ex-presidente da Assembleia Legislativa de Goiás e conselheiro do Tribunal de Contas do Estado (TCE-GO), Sebastião Tejota, e da mãe, a ex-deputada estadual Betinha Tejota. Atuou como coordenador da campanha de sua mãe à deputada estadual, em 2006, desenvolvendo sua capacidade de diálogo e gestão.
Em 2010, candidatou-se a uma das cadeiras na Assembleia Legislativa de Goiás e foi eleito aos 26 anos, com 29.822 votos. Naquela eleição, concorreu pelo PT do B e sagrou-se o deputado estadual mais novo daquela legislatura. No ano seguinte, filiou se ao PSD.
Durante o primeiro mandato presidiu a Comissão de Saúde e Promoção Social e foi membro titular das Comissões de Tributação, Finanças e Orçamento; Comissão do Meio Ambiente e Recursos Hídricos; e Comissão de Organização dos Municípios.
Em 2014, foi reeleito com 45.091 votos para o seu segundo mandato como deputado estadual – sendo o terceiro mais bem votado em Goiás naquele pleito. Adepto do municipalismo, Lincoln Tejota representa municípios de todas as regiões de Goiás, com maior representatividade na região Norte do Estado.
Foi idealizador e criador da Frente Parlamentar Ambientalista do Estado de Goiás e foi um dos parlamentares mais atuantes em prol da causa no Estado. Também foi membro do Conselho Fiscal da União dos Legisladores e Legislativos Estaduais (Unale), da qual também foi vice-presidente.
Em março de 2018, filiou-se ao Partido Republicano da Ordem Social (PROS) e assumiu o diretório estadual da legenda em Goiás, que presidiu até maio de 2019. Lincoln Tejota concorreria a deputado federal mas, em julho daquele ano, recebeu de Ronaldo Caiado (DEM) o convite para ser candidato a vice-governador na chapa liderada por ele. Lincoln Tejota aceitou o convite e a chapa de ambos foi escolhida por 1.773.183 votantes, definindo a eleição no primeiro turno.
Em 2020, Lincoln deixou o PROS e se transferiu para o Cidadania, levando o partido para a base aliada de Ronaldo Caiado. Junto com ele, se filiaram mais de 70 prefeitos para disputar as eleições municipais. A covite do governador, ele passou a integrar o União Brasil para disputar a eleicão de deputado estadual em 2022, sendo eleito com 41.456 votos.